# Gesine Müller
Gesine Müller (* 1973) ist eine deutsche Professorin der Romanistik.
Gesine Müller studierte Romanistik, Theologie und Germanistik an der Albert-Ludwigs-Universität in Freiburg, an einer Universität in Bogotá und an der Westfälischen Wilhelms-Universität in Münster. Sie wurde 2003 in Münster mit der Dissertation über Die Boom-Autoren heute : García Márquez, Fuentes, Vargas Llosa, Donoso und ihr Abschied von den großen identitätsstiftenden Entwürfen promoviert. Von 2005 bis 2008 war sie Mitarbeiterin am Lehrstuhl für Romanistische Kulturwissenschaft an der Universität Halle-Wittenberg. Das erste Jahr verbrachte sie dabei mit einem Stipendium des Deutschen Akademischen Austauschdienstes an der École des Hautes Études en Sciences Sociales in Paris. Von 2008 bis 2015 wurde sie als Leiterin und mit der DFG-Emmy-Noether-Nachwuchsgruppe „Transkoloniale Karibik“ an der Universität Potsdam gefördert. Dort habilitierte sie sich 2011 mit einer Schrift zum Thema Die koloniale Karibik. Transferprozesse in frankophonen und hispanophonen Literaturen. Im Wintersemester 2012/13 vertrat sie eine Professur an der TU Dresden, bevor sie einen Ruf auf einen Lehrstuhl am Romanischen Seminar der Universität zu Köln annahm. Für das Wintersemester 2015 und die folgenden fünf Jahre errang sie eine Förderung durch eine Consolidator Grant des Europäischen Forschungsrats für ihr Projekt Reading Global. Constructions of World Literature and Latin America. Zur Eröffnungsveranstaltung referieren auch Navid Kermani und Sigrid Löffler.
Gesine Müller ist im Zentrum Lateinamerika zuständig für die speziellen Studiengänge des Zentrums insbesondere zur Regionalwissenschaft Lateinamerika.